# Oleksin Wielki (przystanek kolejowy)
Oleksin Wielki (ukr. Великий Олексин, ros. Великий Олексин) – przystanek kolejowy w miejscowości Oleksin Wielki, w rejonie rówieńskim, w obwodzie rówieńskim, na Ukrainie. Leży na linii Zdołbunów – Kowel.